# 檬果刺粉蝨
檬果刺粉蝨（学名：Aleurocanthus mangiferae）为粉蝨科刺粉蝨屬下的一个种。